# Ваксинце
Ваксинце (мкд. Ваксинце) је насеље у Северној Македонији, у северном делу државе. Ваксинце припада општини Липково.

## Географија
Ваксинце је смештено у северном делу Северне Македоније. Од најближег већег града, Куманова, насеље је удаљено 15 km северозападно.
Насеље Ваксинце је у западном делу историјске области Жеглигово. Насеље је положено у источном подножју Скопске Црне Горе, док се ка истоку пружа поље. Надморска висина насеља је приближно 460 метара.
Месна клима је континентална.

## Историја
У селу је фебруара 1896. године било само осам српских кућа.

## Становништво
Ваксинце је према последњем попису из 2002. године имало 2.479 становника.
Претежно становништво у насељу су Албанци (99%).
Већинска вероисповест је ислам.